# Straßenbeleuchtung

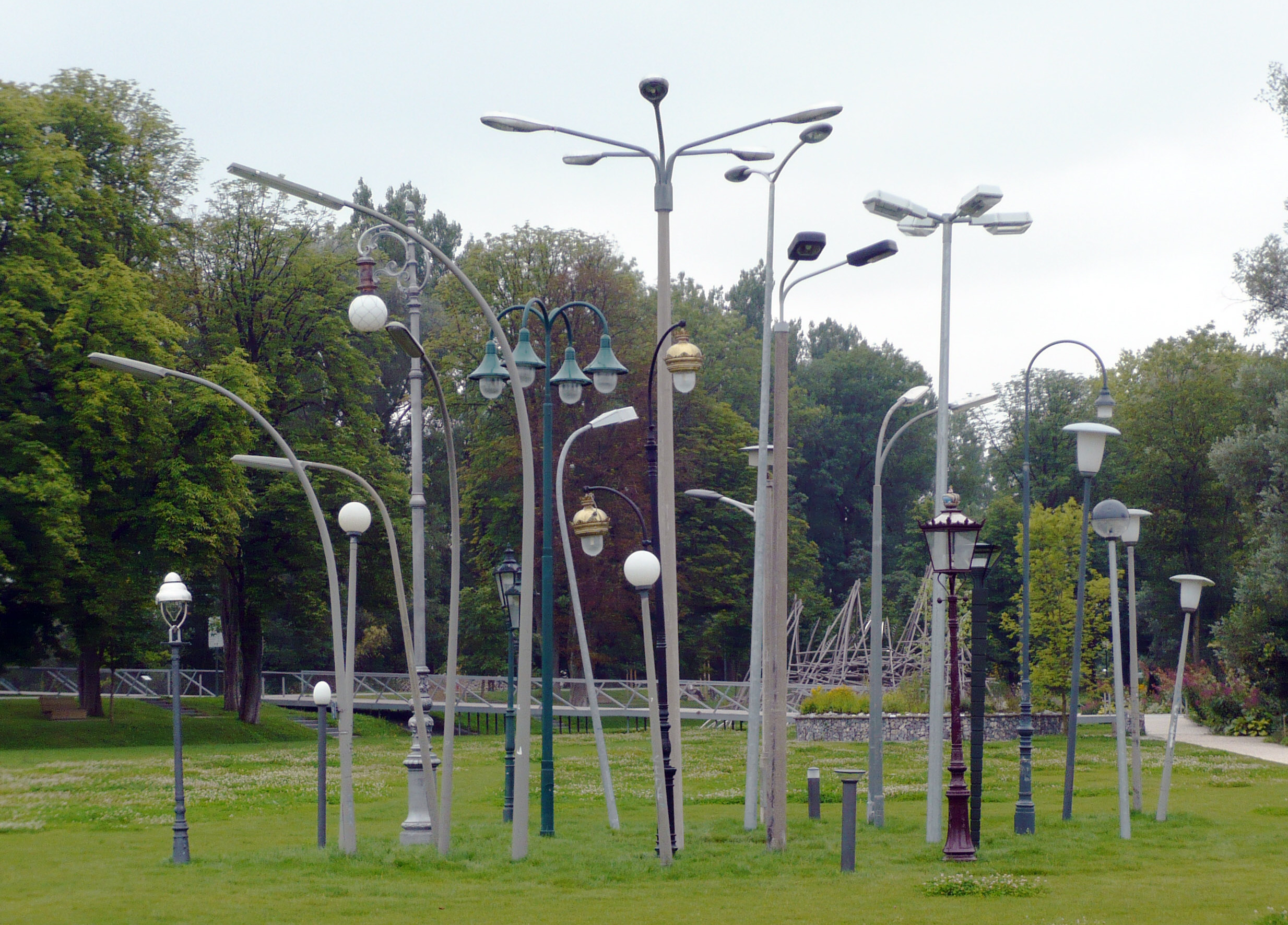
Leuchtenwald der Künstlerin Sonja Vordermaier bei der Landesgartenschau Rosenheim 2010

Die Straßenbeleuchtung ist Teil der öffentlichen Straßenausstattung: Sie dient insbesondere nachts zur künstlichen Beleuchtung von Straßen, Plätzen oder Freiräumen.

## Aufgabe
Aufgabe der Straßenbeleuchtung ist es, als Bestandteil der allgemeinen öffentlichen Sicherheit die Verkehrssicherheit aller Verkehrsteilnehmer in der Nacht zu verbessern. In den meisten Bundesländern gibt es keine Pflicht zur Beleuchtung in den Landesstraßengesetzen. Ausnahmen gibt es u. a. in Baden-Württemberg z. B. § 41 Straßengesetz (StrG) Abs. 1. Beleuchtungs-, Reinigungs-, Räum- und Streupflicht, in Bayern z. B. 51 Abs. 1-51 § 51 des Bayerischen Straßen- und Wegegesetz (BayStrWG) Gemeindliche Beleuchtungs-, Reinigungs-, Räum- und Streupflicht, Verordnungsermächtigung. Dies Pflicht wird in Art. 51 Abs. 1 BayStrWG durch den Halbsatz „… wenn das dringend erforderlich ist“ eingegrenzt. Die Art und Weise der Beleuchtung kann entsprechend der Industrienorm EN 13201 erfolgen. Hier werden Straßenklassifikationen und mindestens notwendige Gütemerkmale (z. B. die Helligkeit in Lux bei Anliegerstraßen) definiert. Städte und Gemeinde können aber auch eigene Festlegungen treffen, z. B. Lichtkonzept Berlin. Die Beleuchtung von Fußgängerüberwegen wird einheitlich separat geregelt und die Ausführung der Beleuchtung für Fußgängerüberwege ist in der Norm DIN 67523 Beleuchtung von Fußgängerüberwegen (Zeichen 293 StVO) mit Zusatzbeleuchtung festgelegt. Neben der Verkehrssicherheit werden bei der Entscheidung über die Straßenbeleuchtung zunehmend wirtschaftliche Aspekte und Umweltgesichtspunkte beachtet. Zum Beispiel gilt seit dem 1. März 2022 ein Beleuchtungsverbot in Naturschutzgebieten nach § 23 BNatSchG. Außer dem Aspekt der Verkehrssicherung kann die Straßenbeleuchtung auch in ein Konzept zu dekorativen Zwecken (Illumination, Lichtkunst) eingebunden sein.
Straßen außerhalb geschlossener Ortschaften verfügen selten über eine Straßenbeleuchtung. Autobahnen und autobahnähnliche Straßen sind in Deutschland, wenn überhaupt, nur im städtischen Bereich beleuchtet. Die meisten belgischen, luxemburgischen und niederländischen Autobahnen sind aufgrund eines Benelux-Abkommens mit einer Straßenbeleuchtung ausgestattet.

## Historische Entwicklung

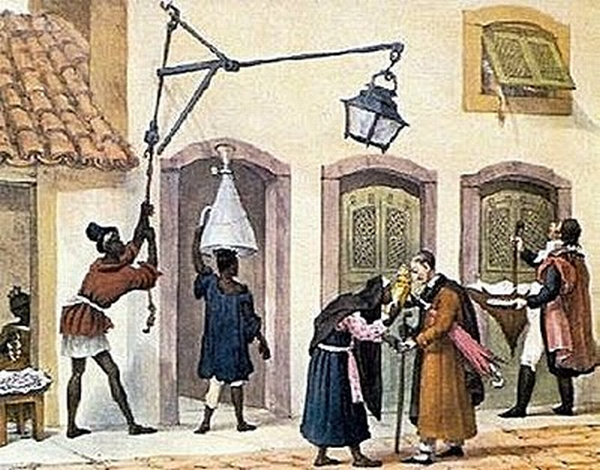
Laternenanzünder in Jean-Baptiste Debrets Almosensammlung für die Armen

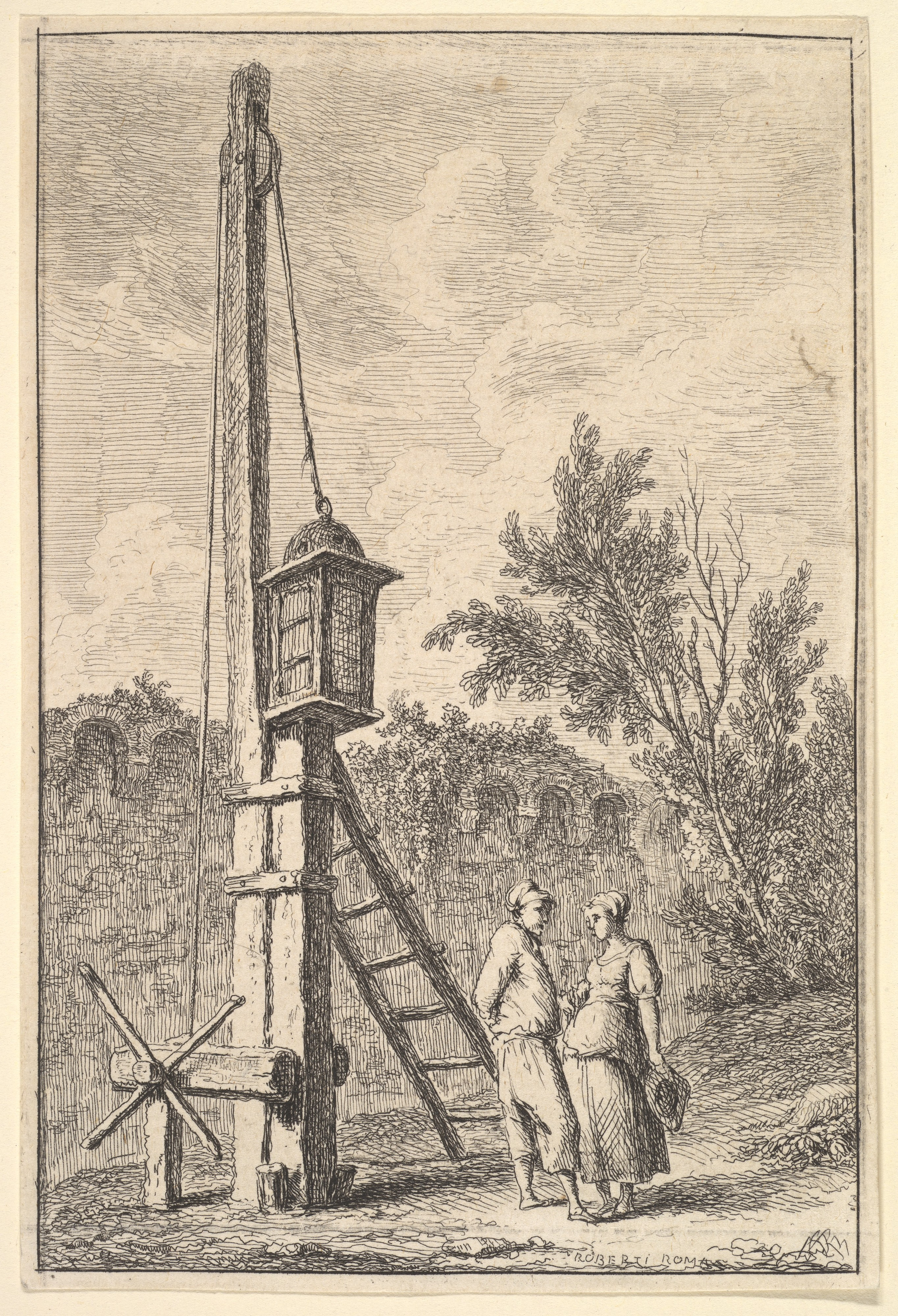
Laternenpfahl um 1760

Straßenbeleuchtungen gab es bereits in der Antike. Antiochia am Orontes besaß eine Straßenbeleuchtung (Libanios, Or. 11, 267), die nach Ammianus Marcellinus „mit der strahlenden Helle des Tages wetteiferte“ (14, 1,9). Im Mittelalter verwendete man Kienspäne sowie Lampen, die Öle oder Fette verbrannten. Im 16. Jahrhundert besaßen größere Städte eine rudimentäre Straßenbeleuchtung, die oft aus Leuchtpfannen bestand. In größeren Städten wie Leipzig waren sie in Mannshöhe an den Eckhäusern der Plätze und Straßen angebracht. Im Notfall mussten die Pfannen von den Bürgern selbst entzündet werden.
Die erste Errichtung von Straßenleuchten wurde in Paris maßgeblich von Ludwig XIV. vorangetrieben, um die Vorgänge auf den Straßen besser kontrollieren zu können. Die im 16. Jahrhundert eingeführte Beleuchtung mit Pechpfannen hatte sich als unzureichend erwiesen. Am 2. September 1667 wurde in Paris die flächendeckende Beleuchtung der Gassen eingeführt. Die Laternen wurden dabei an Häusern oder Laternenpfählen angebracht. Ende des 17. Jahrhunderts dienten in Paris Öllampen zur Beleuchtung wichtiger Straßen. Dem französischen Vorbild folgten London 1668, Amsterdam 1669 und Berlin 1679.
In Wien wurde am 24. Februar 1687 die erste Verordnung zur Illuminierung von Straßen und Plätzen erlassen. In der Folge wurden 17 Talglichter in der Dorotheergasse aufgestellt. Bereits ein Jahr später wurde die gesamte Innenstadt mit 2000 Lampen beleuchtet.
Anfang des 18. Jahrhunderts führten auch Dresden, Frankfurt am Main und Basel 1721 die Straßenbeleuchtung ein, die meisten anderen größeren Städte folgten im Lauf des Jahrhunderts.
Am 3. November 1731 wurde in München die erste sogenannte „Stadt-Illumination“ installiert, als Brennmaterial diente in den ersten Jahren Unschlitt (Tiertalg), im Dezember 1850 wurden dann in der Altstadt die ersten 1000 Gaslaternen aufgestellt. Rüböl und Petroleum fanden im 19. Jahrhundert weitere Verwendung. Das Rüböl kam trotz seiner Lichtschwäche für die Beleuchtung ganzer Straßenzüge zum Einsatz. Petroleumlaternen waren in Orten ohne Gasanstalt im Einsatz.

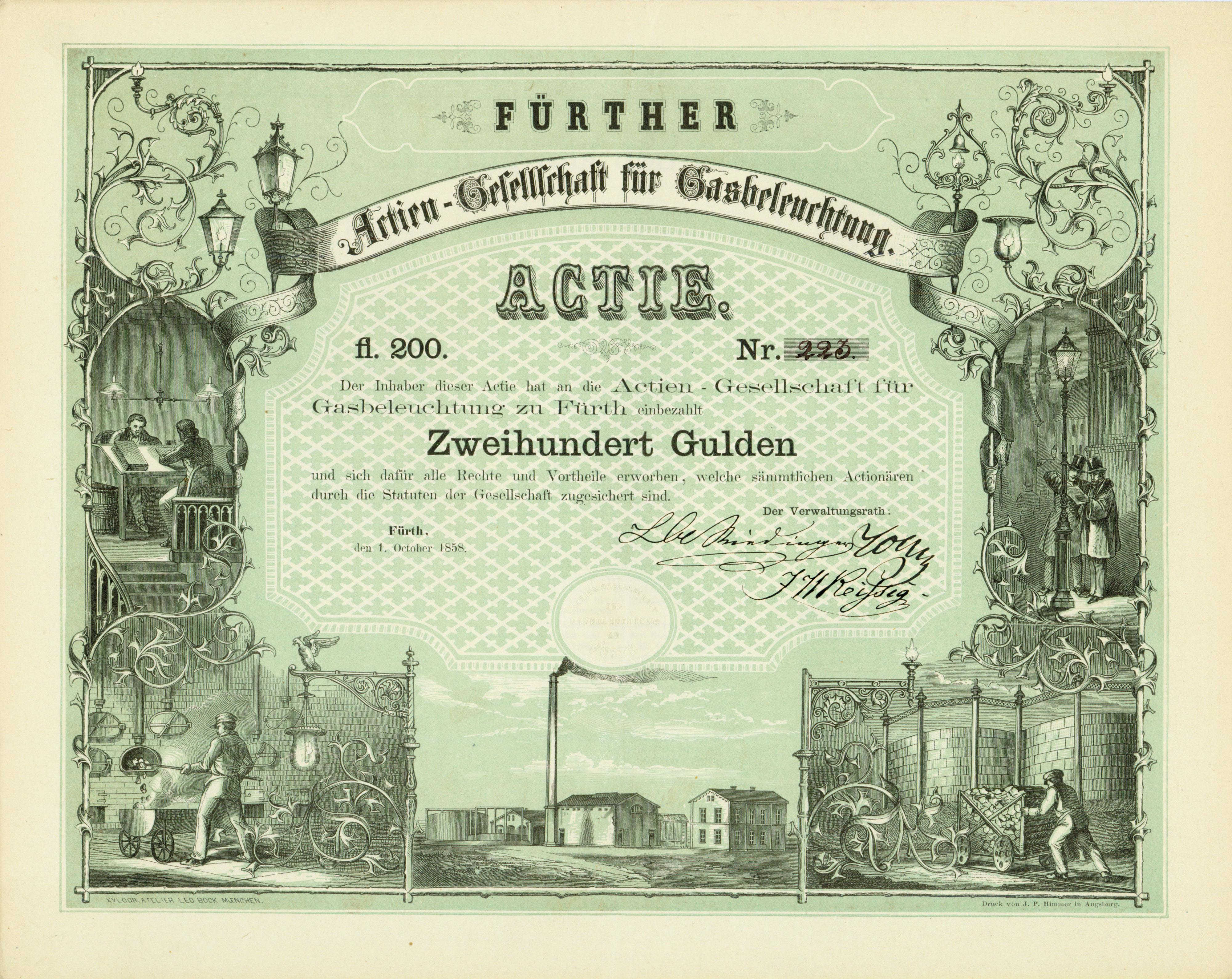
Aktie über 200 Gulden der AG für Gasbeleuchtung zu Fürth vom 1. Oktober 1858

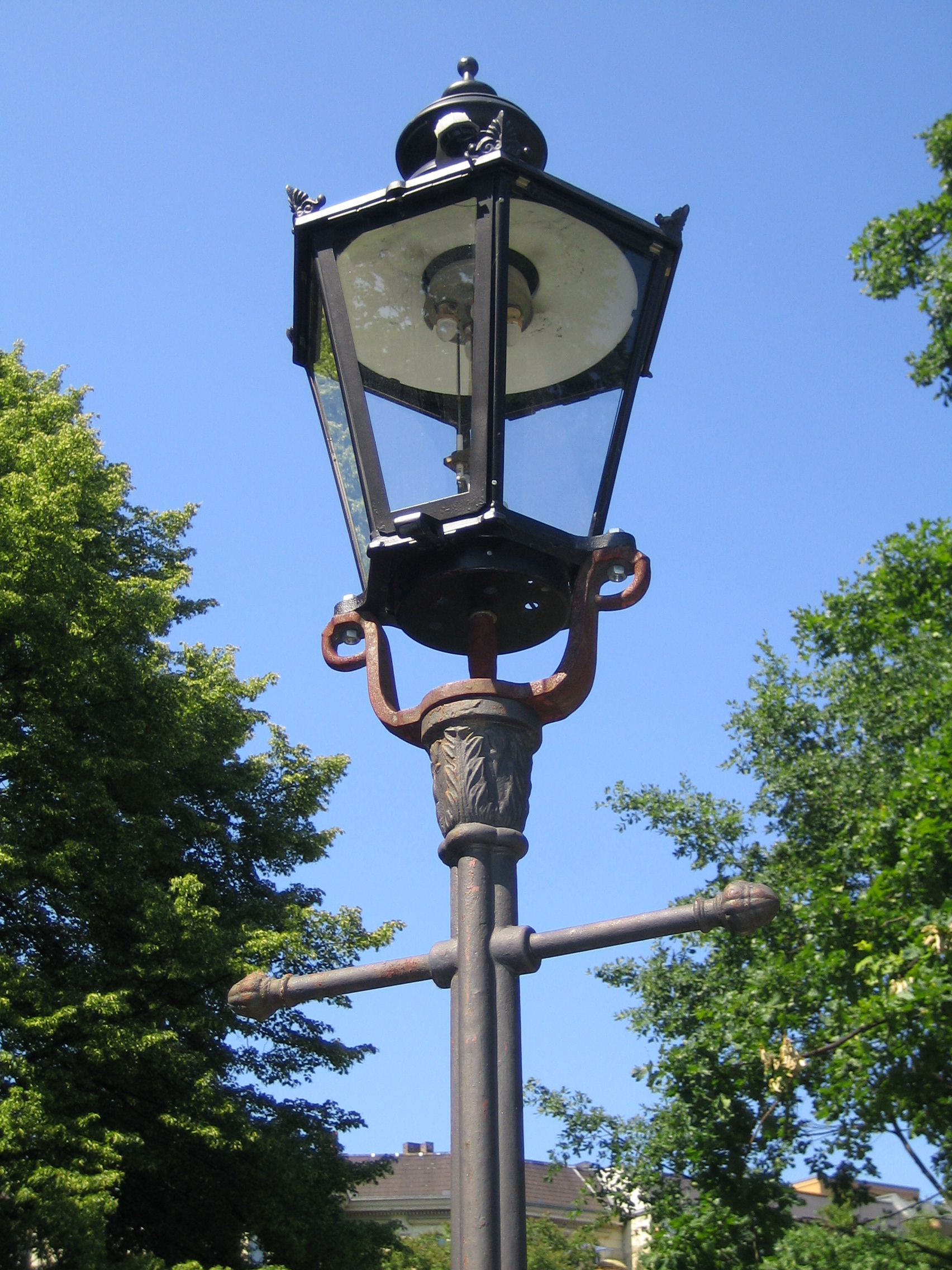
Schinkelleuchte im Gaslaternen-Freilichtmuseum Berlin

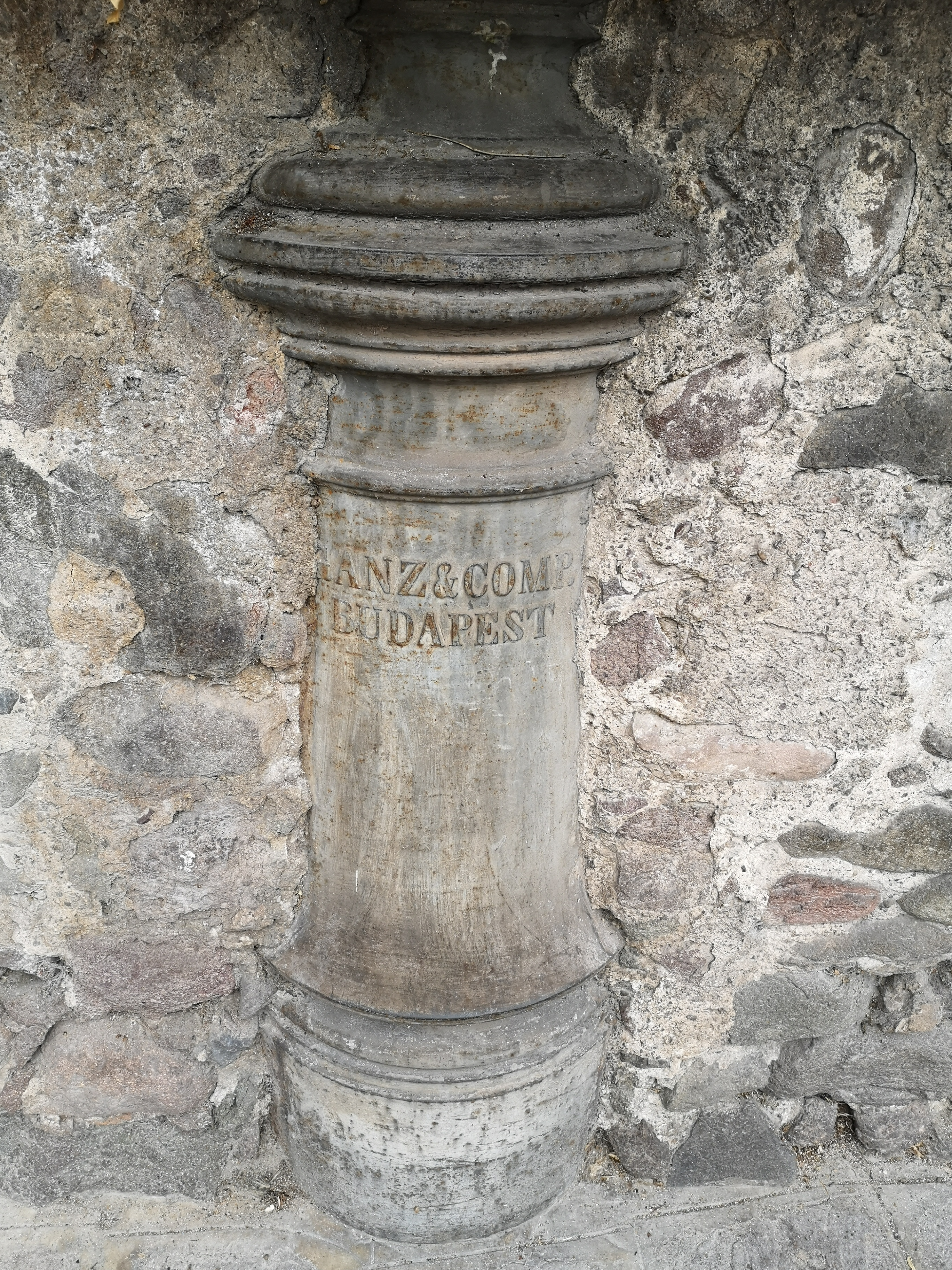
Eingemauerter gusseiserner Laternenpfahl in Bozen

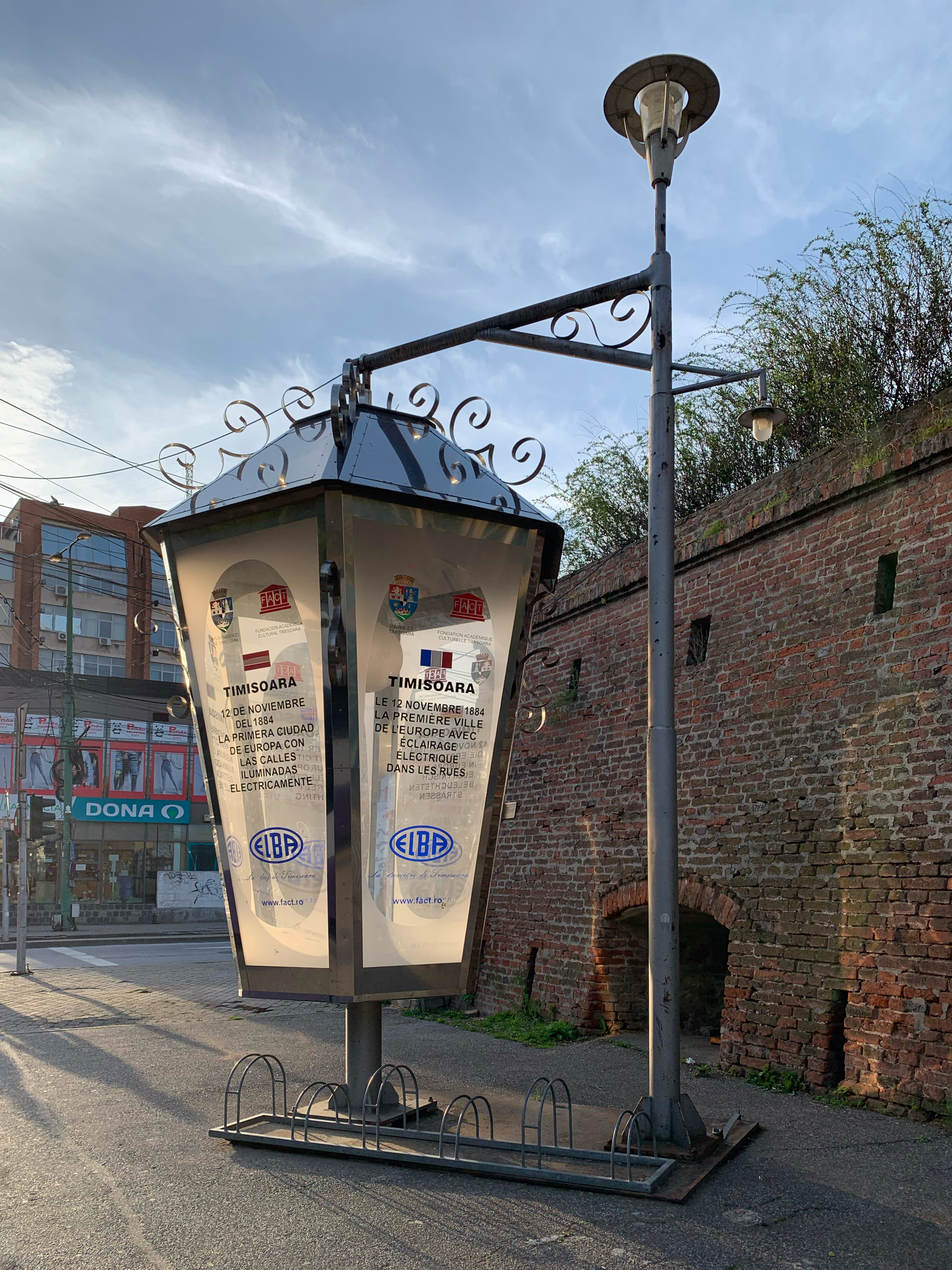
Denkmalleuchte in Temeswar

Ab dem 19. Jahrhundert kamen zunächst mit Walöl betriebene, aus den Niederlanden übernommene Jan-van-der-Heyden-Straßenlaternen als Beleuchtung zum Einsatz. Wal-Tran diente zu dieser Zeit überwiegend zum Betreiben der Straßenbeleuchtung in fortschrittlichen Städten. In Berlin wurde zu Betrieb und Pflege eigens eine Erleuchtungs-Invaliden-Kompanie aufgestellt. Im 19. Jahrhundert wurden Lampen mit Reflektoren ausgestattet und in der Mitte der Straße aufgehängt. Mit dem Aufkommen von Stadtgas gründete sich zunächst 1824 in London das Unternehmen Imperial-Continental-Gas-Association, mit dem Ziel, alle europäischen Großstädte mit Gas zu beleuchten. Hierfür wurde das Gas aus Kohle in Gaswerken gewonnen und durch ein Rohrnetz zu den Straßenlaternen (Kandelabern) geleitet. Dieses Gaslicht wurde in Dresden 1828 eingeführt.
Die Erfindung von Werner von Siemens 1866, mithilfe eines Dynamos Strom zu erzeugen, ermöglichte das Betreiben gleichzeitig entwickelter elektrischer Leuchtmittel. 1879 installierte Werner Siemens die erste elektrische Straßenbeleuchtung in Berlin. Obwohl am Ende des 19. Jahrhunderts der elektrische Strom zur Beleuchtung Verwendung fand (z. B. 1878 in Paris), wurde die Gasbeleuchtung in manchen europäischen Städten zum Teil beibehalten. Die erste dauerhafte elektrische Straßenbeleuchtung in Deutschland nahm Sigmund Schuckert am 7. Juni 1882 in Nürnberg in Betrieb. Er hatte in der heutigen Fußgängerzone zwischen Josephsplatz und Kaiserstraße drei Laternen aufstellen lassen. Am 20. September 1882 folgte in Berlin die Beleuchtung des Potsdamer Platzes. Die oberösterreichische Stadt Steyr beleuchtete (zunächst nur zeitweilig) vom 2. August bis zum 30. September 1884 ihre Straßen während der Steyrer Elektrischen Ausstellung, die Stadt Scheibbs führte 1886 die erste permanente Straßenbeleuchtung der k.u.k. Monarchie ein. Die ungarische Stadt Temesvár, heute Timișoara in Rumänien, führte ab dem 12. November 1884 die elektrische Beleuchtung ein. Die erste Stadt in den Vereinigten Staaten, die elektrische Beleuchtung erfolgreich demonstrierte, war Cleveland, Ohio, mit 12 elektrischen Lichtern rund um das Straßensystem der Public Square Road am 29. April 1879. Wabash, Indiana, entzündete am 2. Februar 1880 4 Brush-Bogenlampen mit jeweils 3.000 Kerzenstärken, die über ihrem Gerichtsgebäude aufgehängt waren, und machten den Stadtplatz „so hell wie mittags“.
Um das Jahr 1900 gab es im Wesentlichen zwei verschiedene Arten von Straßenbeleuchtungen: Gaslicht und elektrisches Licht. Aufgrund der leichteren Verfügbarkeit und der bis dahin gesammelten Erfahrungen gaben viele Städte und Gemeinden dem Gaslicht auch nach dem Zweiten Weltkrieg den Vorzug. Erst das Markterscheinen von neuen Leuchtmitteln brachte die Abkehr vom Gaslicht, zunächst kamen Leuchtstofflampen zum Einsatz, später Quecksilberdampf- und Natriumdampf-Hochdrucklampen. Die Umstellung erfolgte in vielen Städten schrittweise, indem neu angelegte oder bisher nicht beleuchtete Straßenzüge mit elektrischen Laternen versehen wurden, die vorhandenen Gaslaternen im Altstadtbereich aber zunächst erhalten blieben. In den 2000er Jahren ist der Anteil der Gasleuchten in Deutschland unter ein Prozent gesunken und nimmt weiter ab, wobei in einigen Städten Bestrebungen laufen, wenigstens einen Teil der noch vorhandenen Gasleuchten als Denkmäler zu erhalten. Die weitere Entwicklung richtet sich auf den Einsatz der LED-Technik und die Leuchtmittel und Beleuchtungssysteme werden effizienter, um die Wartungs- und Energiekosten zu senken.
An Albert Speer erinnern in Berlin nur noch die zweiarmigen OWA-Kandelaber, unter anderem am Kaiserdamm und am Charlottenburger Tor.

## Aufbau einer Straßenbeleuchtung
Eine Straßenbeleuchtungsanlage besteht aus folgenden Teilen:
- Versorgung (Schaltkasten und Anschlussleitung)
- Trägersystem (Lichtmast)
- Leuchte (Laterne)

Im Folgenden wird nur die elektrische Version beschrieben.

### Elektrische Versorgung
Der Anschluss der Straßenbeleuchtung erfolgt in Deutschland meist über ein separat verlegtes Beleuchtungskabel, das über einen Schaltkasten mit der allgemeinen städtischen Stromversorgung verbunden ist. Ein Schaltkasten versorgt und schaltet meist mehrere Straßenzüge. Die Schaltkästen werden häufig über einen Rundsteuerempfänger betätigt. Der Rundsteuerempfänger wird zentral angesteuert, meist über eine Schaltwarte eines Energieversorgungsunternehmens, das mittels einer Rundsteueranlage ein Signal von beispielsweise 700 Hz erzeugt, welches der 50-Hz-Netzfrequenz überlagert wird. Der Rundsteuerempfänger reagiert auf dieses Signal und schaltet über ein Schütz die einzelnen Kabelabgänge. Die Länge der abgehenden Kabel wird durch den einzuhaltenden Kurzschlussstrom begrenzt: ein Kurzschluss am Ende des Kabels muss zum Auslösen des Überstromschutzes führen. Straßenleuchten können über Erdkabel, Luftkabel oder über Freileitungen gespeist werden. Eine akkugepufferte Versorgung mit Solarzellen kann fernab des Versorgungsnetzes wirtschaftlich sein (siehe auch: Solarstraßenbeleuchtung).

### Trägersystem

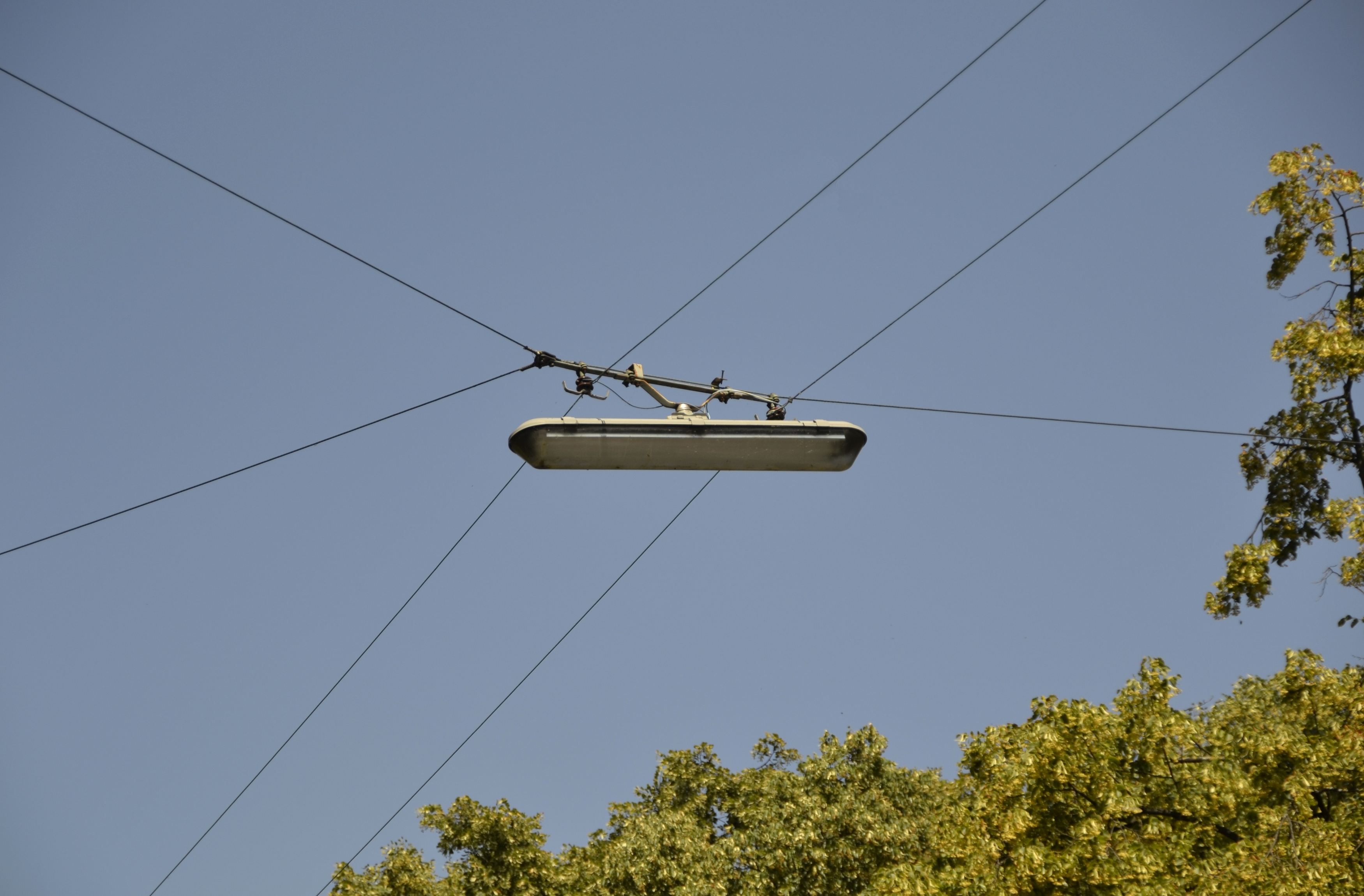
Überspannungsanlage

Die Leuchte wird zum Beispiel an der Spitze eines Holz-, Stahl-, Aluminium- oder Betonmastes montiert, wobei ein Ausleger über die Straße ragt. Teilweise werden Straßenleuchten in dicht bebauten Gebieten an Seilen hängend über der Straße montiert (Überspannungsanlage) oder mittels Wandauslegern an Hauswänden angebracht.
Weitere Varianten sind die Befestigung an der Tunneldecke oder die Integration der Straßenbeleuchtung in das Brückengeländer.
Folgende Anbringungsarten der Leuchten werden unterschieden:
- Aufsatzleuchte: von oben auf einem Mast aufgesteckt und ggf. fixiert
- Ansatzleuchte: an Wänden oder seitlich an einem Mast befestigt
- Hängeleuchte: mithilfe eines horizontalen Balkens oder eines abgespannten Seils über die gewünschte Stelle positioniert

### Leuchte

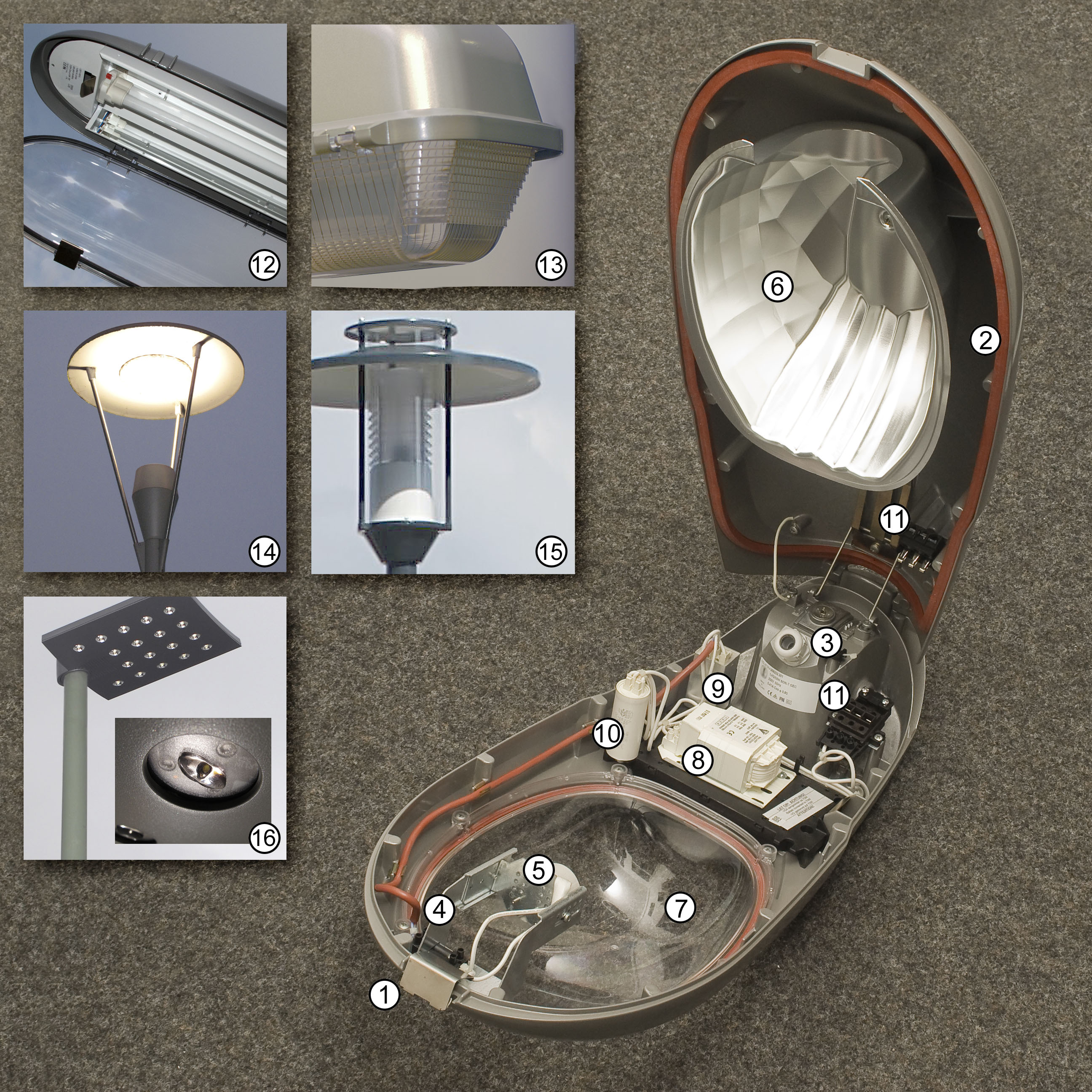
Aufbau einer Straßenleuchte (großes Bild)
----
Mechanische Bauteile:
1 Verschluss,
2 Dichtung,
3 Mastansatz mit Neigemöglichkeit,
4 Fassungsträger
Lichttechnik:
5 Lichttechnische Einstellung,
6 3D-Spiegel,
7 Abschlusswanne
Elektrische Bauteile:
8 Vorschaltgerät (hier elektromagnetisch),
9 Zündgerät,
10 Kondensator,
11 Netztrenner
----
Weitere Bauformen (kleine Bilder)
12 Langfeldleuchte mit 2D-Spiegel,
13 Kofferleuchte mit Prismenoptik,
14 Sekundärsystem,
15 Zylinderaufsatzleuchte mit rotationssymmetrischer Entblendung,
16 LED-Leuchte mit Linsenoptik

Eine Straßenleuchte besteht meist aus folgenden Komponenten:
- Gehäuse
- Lichtdurchlässige Abschlusswanne
- Betriebsgeräte (Vorschaltgeräte, Zündgeräte)
- Optisches System (Spiegel)
- Leuchtmittel

#### Gehäuse
Das Gehäuse schützt das elektrische und optische System vor Umwelteinflüssen. Meistverwendete Materialien sind Aluminiumguss und glasfaserverstärkter Kunststoff, historisch kamen dagegen Eisenkonstruktionen zum Einsatz.

#### Abschlusswanne
Die Abschlusswanne hat die Aufgabe, das optische System zu unterstützen und das Gehäuse abzudichten. Sie bestehen aus organischem lichtdurchlässigem Glas.

#### Betriebsgeräte
Die bei der Straßenbeleuchtung eingesetzten Entladungslampen benötigen zum Betrieb ein Vorschaltgerät, das im Betrieb den Strom begrenzt, und ein Zündgerät. Ein den Leistungsfaktor verbessernder Kondensator (Leistungsfaktorkorrektur) ist optional. Leuchtdioden benötigen eine Stromquelle. Manchmal sind in die Leuchte auch Schaltgeräte wie Dämmerungsschalter, Rundsteuerempfänger oder Netzbussysteme integriert.

#### Optisches System
Das optische System beeinflusst die Strahlrichtung und Form des vom Leuchtmittel ausgehenden Lichtes. Es besteht meistens aus einem speziell geformten Blech aus Reinstaluminium. Je nach Verformung werden 2D- und 3D-Spiegel unterschieden. Weitere Systeme arbeiten durch Abschlusswannen, in denen eingearbeitete Prismen die Lichtrichtung beeinflussen. Bei Verwendung von LEDs als Leuchtmittel kommen oft Linsen zum Einsatz, die eine spezielle Form haben können.
Systeme, bei denen ein Teil des optischen Systems außerhalb des Leuchtenkörpers liegt (z. B. reflektierende Schirme über der nach oben strahlenden Leuchte), werden Sekundärsysteme genannt.
Das Ziel des optischen Systems in der Straßenbeleuchtung ist, entlang der Straße eine breite Bestrahlung bei geringer Blendung zu erzeugen. Je breiter die Abstrahlung, desto größer können die Leuchtenabstände sein. Außerdem sollen die Leuchten so gestaltet sein, dass Anlieger oder der Nachthimmel durch das emittierte Licht möglichst wenig gestört werden.

#### Leuchtmittel

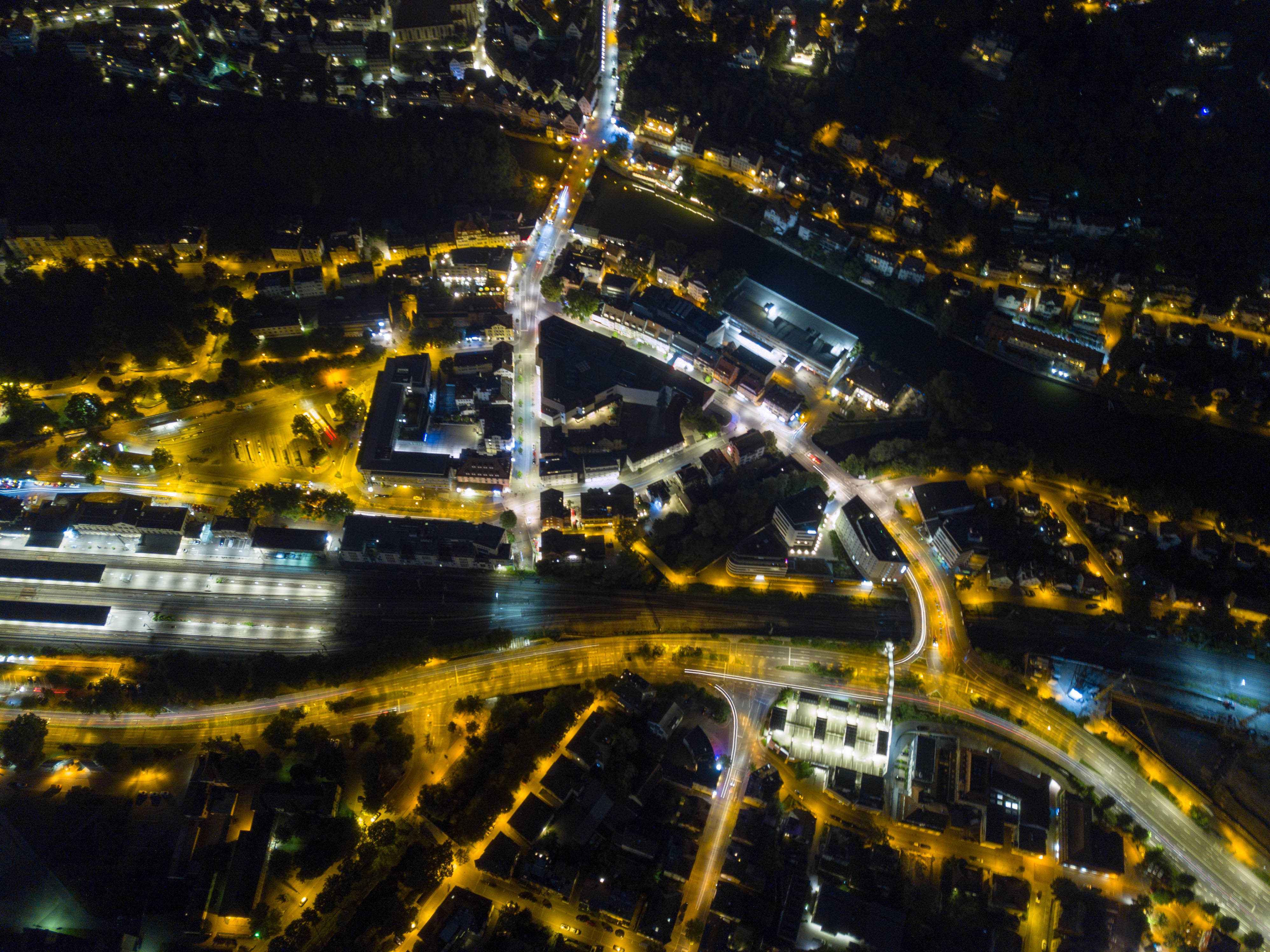
LED-Straßenlaternen in Tübingen, zu erkennen am weißen Licht, welches sich von den gelben, mit Natriumdampflampen beleuchteten Straßen abhebt

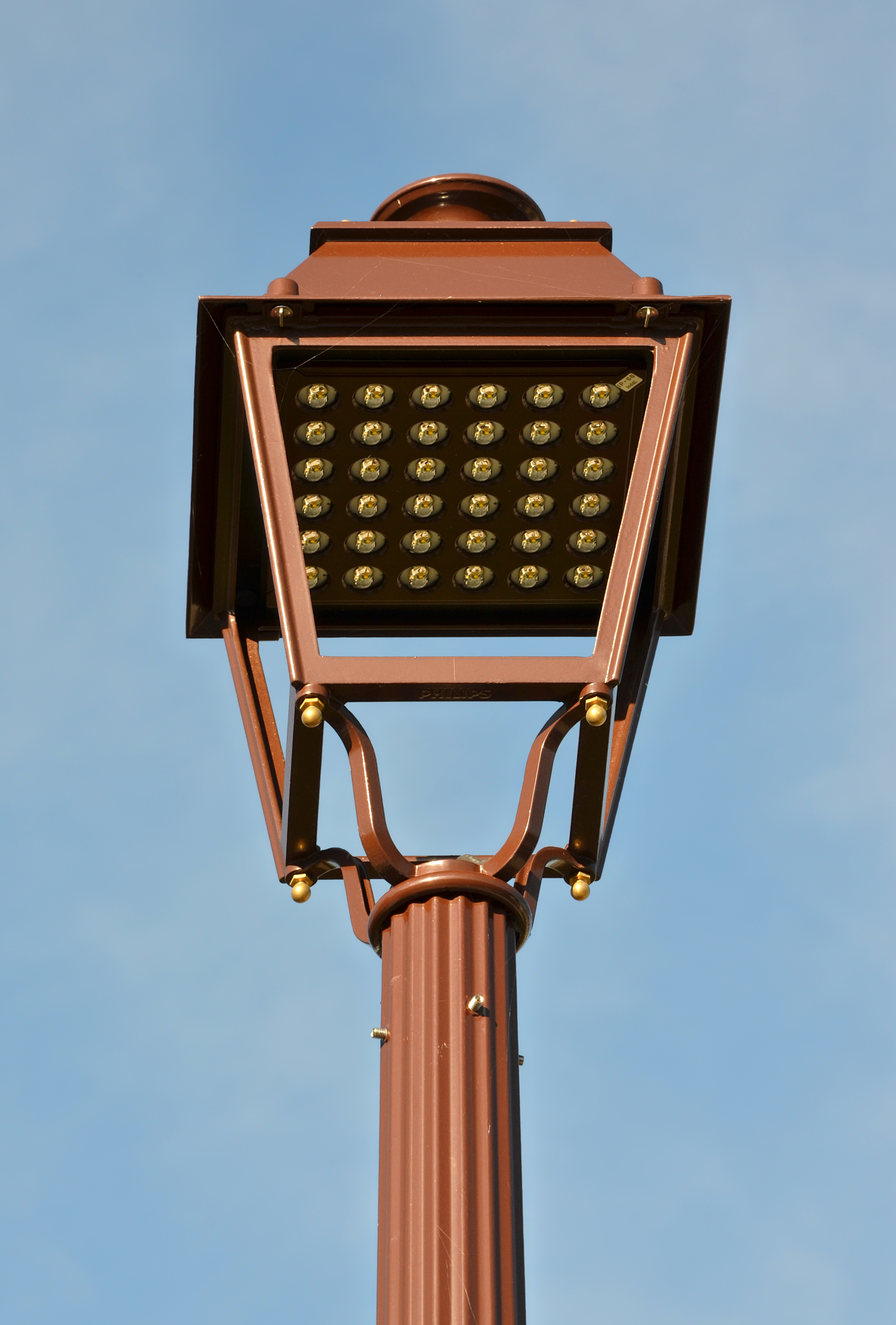
LED-Straßenleuchte

Früher wurden in Straßenleuchten meist Quecksilberdampf-Hochdrucklampen, aber auch zunehmend Leuchtstofflampen eingesetzt. Später kamen Natriumdampflampen (Nieder- und Hochdrucklampen), Halogen-Metalldampflampen und schließlich LED-Leuchten zum Einsatz.
Glühlampen spielten nur kurzzeitig früher vereinzelt eine Rolle. Kohlebogenlampen und Nernstlampen fanden nur zu Sonderanlässen und zu Demonstrationszwecken Verwendung.
Natriumdampf-Niederdrucklampen haben die höchste Lichtausbeute aller Lampen (bis 200 Lumen pro Watt) und leuchten gelb, was insektenfreundlich und günstig bei dunstigem und nebligem Wetter ist. Wirtschaftlicher sind Natriumdampf-Hochdrucklampen, die zwar eine etwas geringere Lichtausbeute (um 150 Lumen pro Watt) als Natrium-Niederdrucklampen haben, aber durch die kompakte Bauweise eine Lichtlenkung ermöglichen und somit die pro Strecke zu installierende Leistung reduzieren. Sie waren jahrzehntelang die bevorzugte Lichtquelle zur allgemeinen Straßenbeleuchtung und bieten bei Lampenlebensdauern um 15.000 bis 20.000 Stunden einen Kompromiss zwischen Effizienz, Komfort (Farbwiedergabe lediglich etwa Ra 25), Investitions- und Wartungskosten. Im Land Thüringen waren zum Beispiel Ende 2015 etwa 63 % aller Leuchtmittel der Straßenbeleuchtung Natriumdampf-Hochdrucklampen. in einer weiteren Studie aus dem Jahre 2014 werden vorwiegend in westlichen Bundesländern etwa 40 % Anteil ermittelt. Es werden Lampen mit Leistungen ab 50 Watt bis über 400 Watt gefertigt. Sie sind mit elektronischen Vorschaltgeräten teilweise auf ≥50 % leistungsreduzierbar und benötigen eine Aufwärmzeit.
Für Plätze und Verkehrsknotenpunkte kommen Halogen-Metalldampflampen zum Einsatz. Sie haben eine geringere Lebensdauer von etwa 6.000 Stunden, jedoch eine hervorragende Farbwiedergabe (Ra 85…90). Die Lichtausbeute beträgt über 100 Lumen pro Watt. Sie sind teilweise mit elektronischen Vorschaltgeräten auf ≥50 % leistungsreduzierbar. Die Lampenleistung beträgt 70 bis 2.000 Watt.
Weiße Leuchtdioden bieten einen typischen Farbwiedergabeindex von Ra 60…80, erreichen oder übertreffen hinsichtlich Lichtausbeute die Halogen-Metalldampflampe und übertreffen hinsichtlich Lebensdauer die Natriumdampf- und die Halogen-Metalldampflampe. Sie sind ohne Effizienzverlust voll dimmbar, leuchten sofort mit voller Leuchtkraft und werden daher zunehmend zur Straßenbeleuchtung eingesetzt, obwohl sie im Jahre 2021 noch wesentlich höhere spezifische Anschaffungskosten als Gasentladungslampen haben. LED-Lampen haben geringere Systemleistungen. Sie werden vorrangig an kleineren Straßen eingesetzt.

## Schaltung
Die Einschaltung der elektrischen Straßenbeleuchtung (SB) kann über mehrere Arten erfolgen
- Dämmerungsschalter zentral oder dezentral, schaltet die SB einer oder mehrerer Straßen. Die Beleuchtung wird hierbei innerhalb eines ganzen Ortes vorteilhafterweise nicht gleichzeitig geschaltet.
- Tonfrequenz- oder Funkrundsteuertechnik:
Die SB wird über ein Steuersignal über die Rundsteueranlage in einem größeren Netzgebiet geschaltet.
- Zeitschaltuhr:
Die SB wird mit einer Zeitschaltuhr mit hinterlegtem astronomischem Brennkalender gesteuert.
- Anruf:
per Anruf/SMS werden Straßenzüge eingeschaltet

Bei der Gasbeleuchtung gibt es die Gasdruckfernzündung: Zum Ein- und Ausschalten wird der Gasdruck auf der Versorgungsleitung kurzzeitig etwas erhöht (Druckwelle), wodurch ein Druckschalter in der Laterne anspricht.

## Planung
Die Planung der Straßenbeleuchtung erfolgt auf Grundlage der entsprechenden Normen und Richtlinien. Dabei spielt unter anderem die Anordnung der Beleuchtung eine wichtige Rolle. Grundsätzlich ist zu untersuchen, ob auf der Straße mit Fußgängerverkehr am Fahrbahnrand zu rechnen ist oder dieser ausgeschlossen ist. Findet keinerlei Fußgängerverkehr statt, so ist derjenige Fahrstreifen ausreichend zu beleuchten, der am schnellsten befahren wird. Bei normalen, einbahnigen Straßen mit zwei Fahrstreifen befindet sich der Lichtpunkt der Beleuchtung in der Fahrbahnmitte. Dies kann entweder mit Hängeleuchten oder Ansatzleuchten an einem Peitschenmast geschehen. Sind mehrere Fahrstreifen und ein Mittelstreifen vorhanden, so kann die Beleuchtung auch in der Mitte angeordnet werden. In diesem Fall sind dann beidseitige Leuchten vorzusehen.
Um eine Irritation der Verkehrsteilnehmer zu verhindern, sind die Beleuchtungen blendfrei auszubilden und einheitliche Farben zu verwenden. Durch falsch angeordnete Beleuchtungseinrichtungen können Tarnzonen im Straßenraum entstehen. Dabei handelt es sich um Bereiche, in der der Helligkeitskontrast zwischen einem Objekt (Fußgänger, parkendes Fahrzeug) und der Fahrbahn subjektiv nicht wahrnehmbar ist. Durch den Einsatz von Spiegelleuchten kann eine gewünschte Lichtstärkenverteilung erzielt werden (Leuchtenabschirmung).

## Umweltbelastung

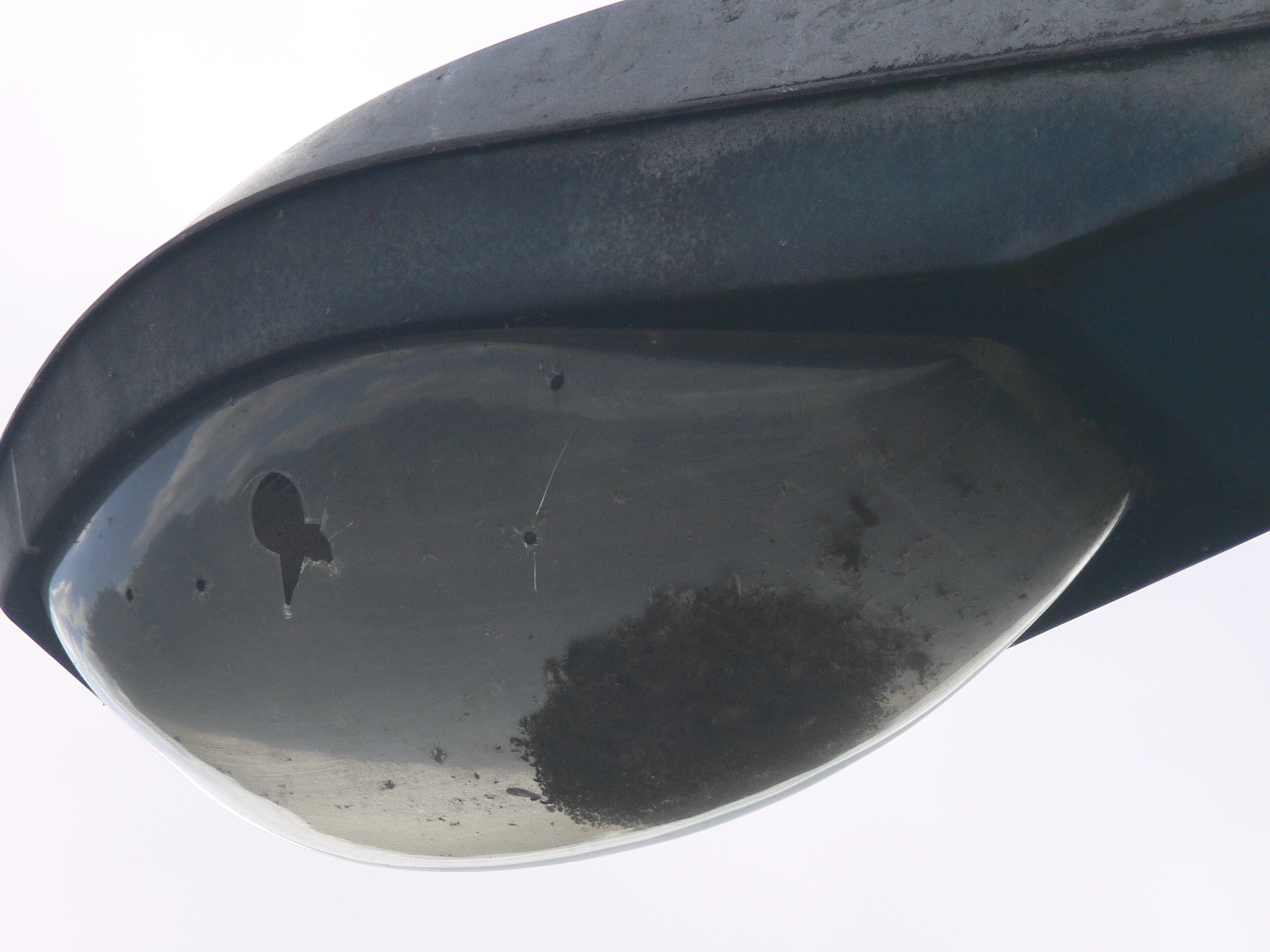
Ansammlung toter Insekten in einer Straßenlaterne

Neben den mit dem Energieverbrauch verbundenen Wirkungen gibt es weitere Belastungen der Umwelt. Überflüssige, falsch montierte oder schlecht abgeschirmte Straßenlaternen verursachen Lichtverschmutzung, die sich nicht nur negativ auf die Fauna auswirkt, sondern auch die Menschen schädigen kann, etwa wenn Schlafzimmer nicht mehr ausreichend verdunkelt werden können oder durch Reizüberflutung. Daneben wird astronomische Forschung durch das im besiedelten Gebiet überall vorhandene diffuse Licht behindert und muss auf Lichtschutzgebiete ausweichen.
Darüber hinaus kommen zahlreiche Insekten, vor allem Nachtfalter und Käfer, an den Lampen zu Tode. Besonders Quecksilberdampf-Hochdrucklampen strahlen Licht einer Wellenlänge aus, die die Insekten besonders anzieht. Viel weniger anziehend ist das gelbe Licht der Natriumdampf-Hochdrucklampen.

## Sparmaßnahmen

### Überblick

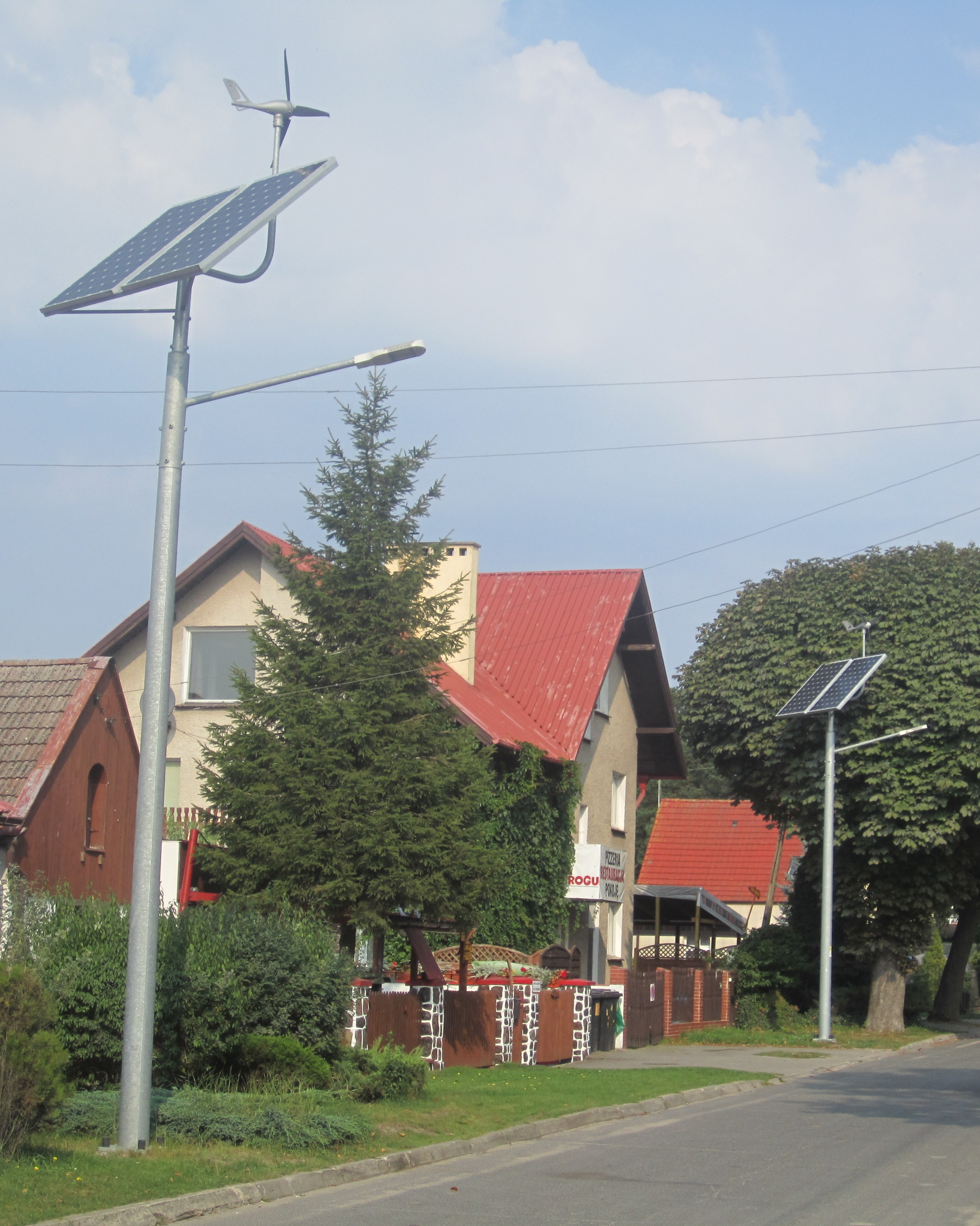
Straßenlaterne mit autarker Stromversorgung durch Windgenerator und Photovoltaikanlage in Polen

Steigende Energiekosten haben die für die Straßenbeleuchtung zuständigen Gemeinden und andere Behörden dazu bewogen, Sparmaßnahmen zu ergreifen.
Große Einsparungseffekte ergeben sich durch Umstellung von Quecksilberdampf-Hochdrucklampen (das waren 2014/15 noch etwa 18 % bis 25 % aller Lampen) auf Natriumdampflampen, Halogen-Metalldampflampen oder LED-Lampen. Damit können die ab 2015 geltenden Umweltrichtlinien erfüllt werden. 2015 schnitten Straßenlaternen auf LED-Basis in einer Lebenszyklusanalyse bereits geringfügig besser ab als Natriumdampflampen. Da LEDs aber ein weiteres Entwicklungspotential besitzen, wurde damit gerechnet, dass sie in der Umweltbilanz deutliche Vorteile gegenüber Natriumdampflampen haben. Heutige Straßenlaternen können zum Beispiel auch individuell mit Dämmerungsschaltern an- und ausgeschaltet werden.
Finanzschwache Kommunen sowie deren kommunale Unternehmen, Schulen, Hochschulen und Vereine, können in Deutschland mit Stand 2017 Förderungen zur Umrüstung herkömmlicher Straßenlaternen erhalten, z. B. vom Bundesumweltamt über die Nationale Klimaschutzinitiative.

### Energiebedarf
In Deutschland waren im Jahr 2009 neun Millionen Leuchten im Einsatz, die jährlich rund vier Terawattstunden (TWh) elektrische Energie aufnehmen. Das entspricht etwa 0,8 % des gesamten deutschen Stromverbrauchs oder 0,1 % des Primärenergieeinsatzes. Europaweit verbrauchten Straßenlaternen im Jahr 2005 ca. 35 TWh elektrischer Energie, etwa 1,3 % der gesamten Stromerzeugung.

### Möglichkeiten zur Verbesserung
Es werden Straßenlaternen eingesetzt, die ihr Licht nur in Richtung der zu beleuchtenden Verkehrsfläche emittieren und nicht in Richtung des Himmels oder der Fenster von Anwohnern. Die Straße muss jedoch gleichmäßig und blendarm ausgeleuchtet werden. Diese Forderungen wurden im Jahr 2000 in der Lombardei gesetzlich vorgeschrieben. Tschechien hat 2002 ähnliche Regelungen getroffen.
Bei Straßen, die nachts selten benutzt werden, kann die Beleuchtung nur bei Bedarf eingeschaltet werden. In einigen deutschen Städten lassen sich die Laternen deshalb per Anruf bei einem Sprachdialogsystem für eine Viertelstunde einschalten.

### Halbnachtschaltung

Verkehrszeichen 394 – Laternenschild, Laterne leuchtet nicht die ganze Nacht

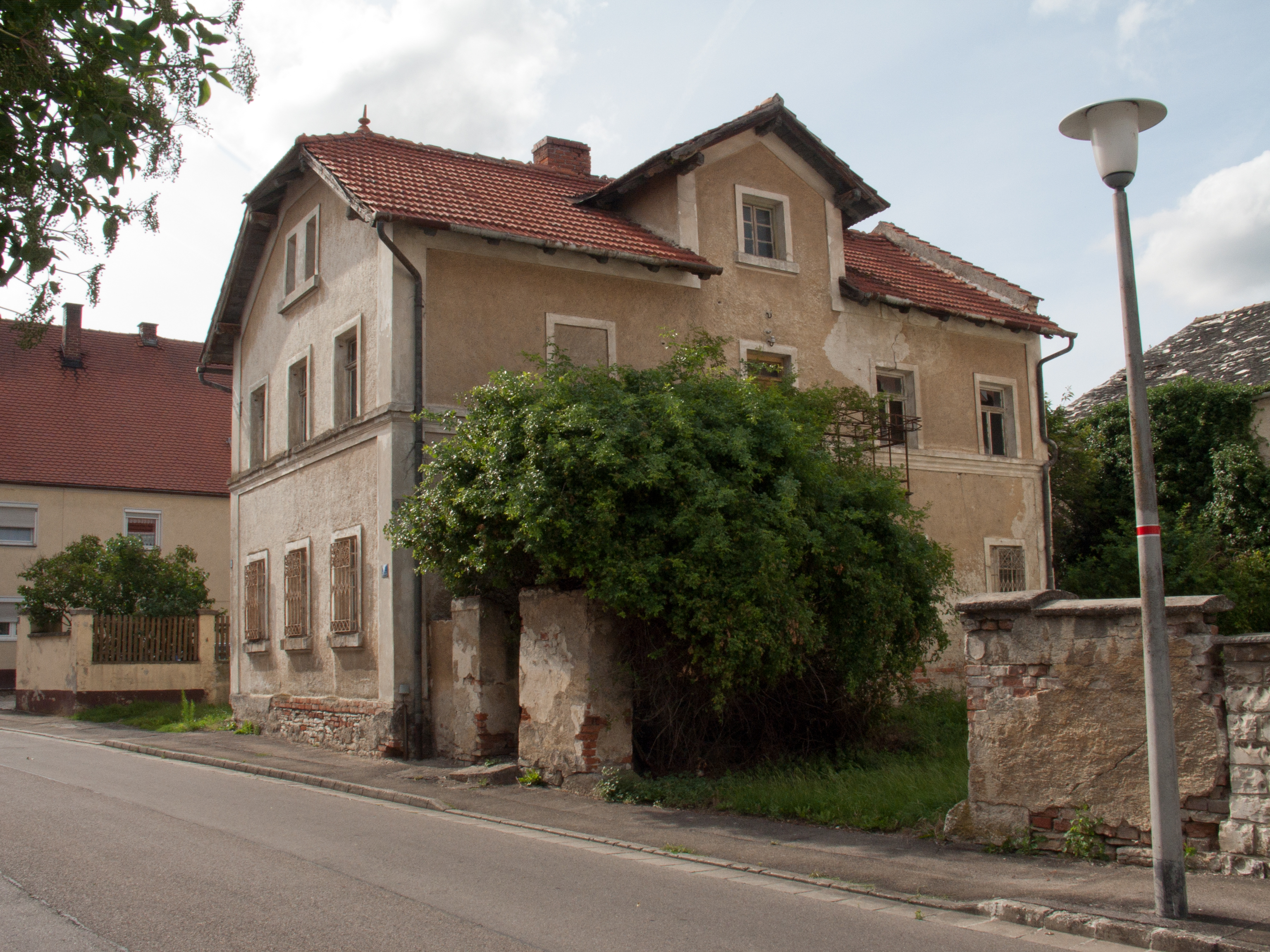
Gekennzeichnete Laterne

Teilweise wurde in Städten und Gemeinden die Möglichkeit geschaffen, jeweils jede zweite oder dritte Straßenlampe abschalten zu können. Häufig sind in einer Leuchte zwei Lampen vorhanden, die unabhängig voneinander eingeschaltet werden können.
Steuergeräte, die die Leistung von Gasentladungslampen beispielsweise während 2000 Stunden pro Jahr auf 50 % reduzieren können (beispielsweise in der zweiten Nachthälfte), sind in manchen Leuchten integriert und ermöglichen eine Energieeinsparung.
Maßnahmen zur Reduzierung der Straßenbeleuchtung auf die Hälfte für einen Teil der Nacht werden Halbnachtschaltung genannt. Leuchten, die nicht die ganze Nacht durchgehend leuchten, werden üblicherweise mit dem abgebildeten Hinweisschild (Verkehrszeichen 394) am Mastschaft in Augenhöhe gekennzeichnet.
Von Verkehrssicherheitsexperten gibt es jedoch Einwände gegen manche dieser Halbnachtschaltungen. Da in den meisten Laternen nicht jede Lampe ihren eigenen Reflektor hat, wird durch die verbliebene keine gleichmäßige Ausleuchtung mehr erreicht. Auch die Methode, durch Abschaltung jeder zweiten Leuchte eine Einsparung zu erreichen, wird kritisiert. Es können Dunkelzonen entstehen, in denen Objekte, Personen, offene Schachtdeckel oder andere Hindernisse von einem Verkehrsteilnehmer nicht mehr rechtzeitig erkennbar sind. Ziel sei, bei gleichzeitiger Nutzung der Straße bei Nacht den Verkehr für alle Teilnehmer sicher zu machen. Überdies werde die Anforderung der DIN EN 13201 nicht mehr erreicht. Als Gegenargument wird angeführt, dass jedes Auto über eine eigene Beleuchtung verfüge und deswegen die Straßenbeleuchtung folgenlos reduziert werden könne, da jeder Autofahrer laut Straßenverkehrsordnung (StVO) innerhalb der Reichweite des Abblendlichtes gefahrlos anhalten können müsse und seine gefahrene Geschwindigkeit auf die allgemeinen Verhältnisse einzustellen habe.

## Normung

### Vereinheitlichung auf europäischer Ebene
Für die Auslegung der Beleuchtung im öffentlichen Verkehrsraum ist in Europa die EN 13201 gültig, die sich für die Straßenbeleuchtung als Stand der Technik etabliert hat. Sie hat im März 2011 die in Deutschland seit 1981 gültige DIN-Norm DIN 5044-1 abgelöst.
Im Rahmen der europaweiten Harmonisierung aller technischen Vorschriften wurde die europäische Normungsorganisation CEN damit beauftragt, die technischen Anforderungen für die Straßenbeleuchtung auf ein gemeinsames europäisches Niveau zu bringen und zu vereinheitlichen. Es bestand Einigkeit darüber, eine gesamteuropäische Norm zur Straßenbeleuchtung zu erarbeiten. Basis der Norm sollten einerseits die einschlägigen Publikationen der Internationalen Beleuchtungskommission CIE und die Vielzahl nationaler Normen sein, andererseits bestand von vornherein das Ziel, auch neueste Erkenntnisse der Wissenschaft und Technik in das Normenwerk einfließen zu lassen.

### Europäische Normung und Standards

#### Europa gesamt
- EN 13201 – Straßenbeleuchtung
  - Teil 2 Gütemerkmale
  - Teil 3 Berechnung der Gütemerkmale
  - Teil 4 Methoden zur Messung der Gütemerkmale von Straßenbeleuchtungsanlagen

Auf dieser Basis entstand die neue EN 13201 mit den Teilen 1 bis 4. Im April 2004 erschienen für Deutschland die Teile 2, 3 und 4 als Übernahme der Europäischen Normen mit der Bezeichnung DIN EN 13201-2 bis 13201-4. Auch die anderen Länder mussten eine neue nationale Norm erarbeiten, die Anwendungsnorm oder Restnorm, in der festgelegt wird, an welchen Stellen des Straßennetzes und unter welchen Randbedingungen die in EN 13201-2 definierten Gütekriterien anzuwenden sind. Damit werden sich die nationalen Anwendungsnormen weiterhin voneinander unterscheiden und in den einzelnen Ländern für die gleiche Anforderung verschiedene Beleuchtungsniveaus bedeuten. In Deutschland wird es nach Einführung der DIN EN 13201 keine Umrüstpflicht für Altanlagen geben. Die DIN EN 13201 ist jedoch bei der Planung von Neuanlagen und bei Sanierungen anzuwenden.

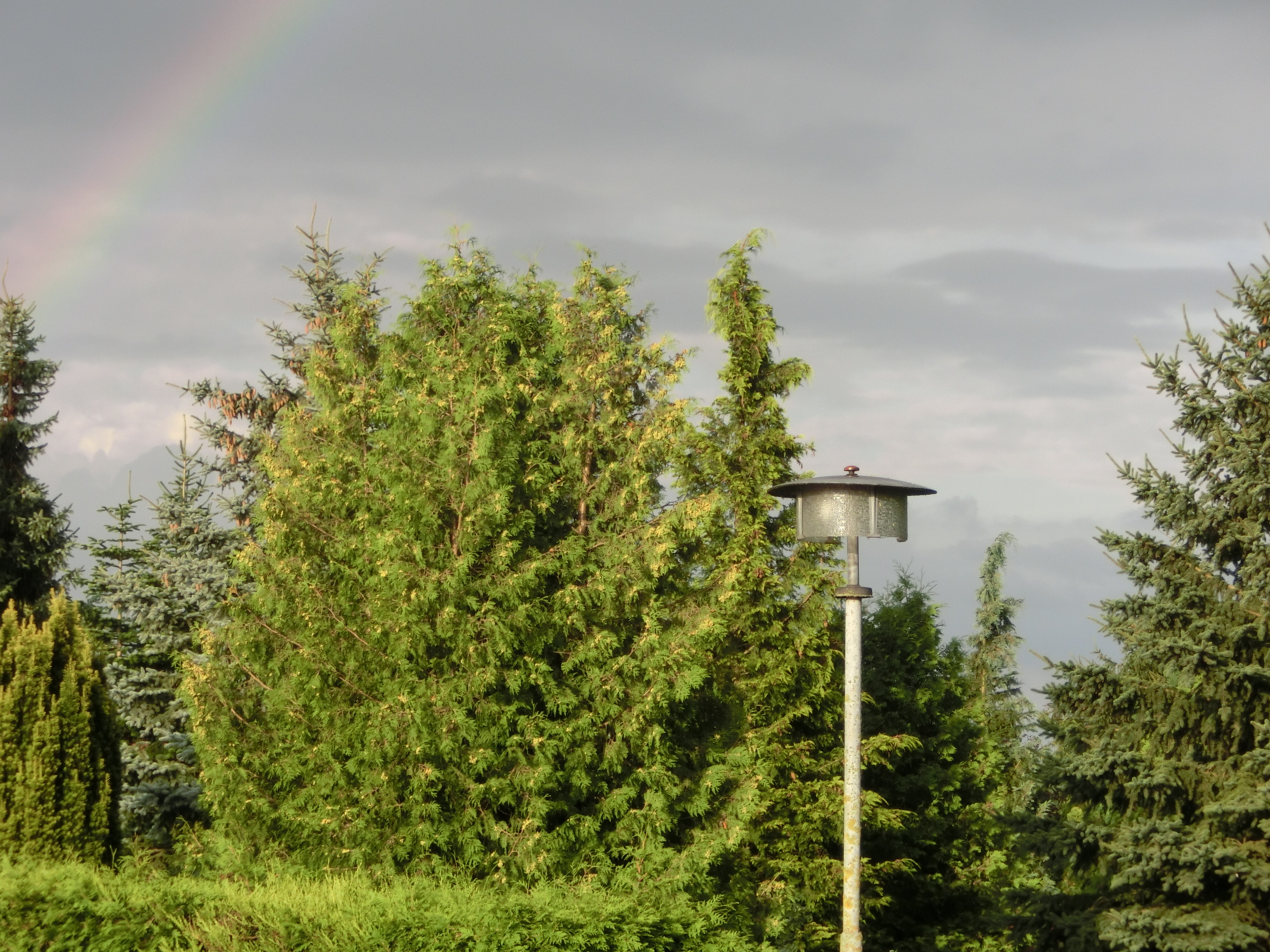
Einheitslaterne der DDR, der Mast konnte aus Eisen bestehen (wie im Bild) oder mit einem Betonmantel verkleidet sein (Rostocker Straßenleuchte RSL 1)

#### Deutschland
Vor der deutschen Wiedervereinigung, von 1949 bis 1990, galt in der DDR ein Regelwerk, das mit den anderen europäischen sozialistischen Staaten abgestimmt war. Das führte zu wenigen übersichtlichen Straßenbeleuchtungsformen, die dafür in großen Stückzahlen hergestellt werden konnten. Es gab mehrstrahlige hohe achteckige Betonmasten mit Hochdrucklampen meist für Straßenkreuzungen, an besonders breiten Straßen kamen stählerne Peitschenlampen zum Einsatz. In engen Wohnstraßen bevorzugten die Bauplaner einfache, den Gaslaternen nachempfundene Laternenformen. Die im Bild gezeigte Variation der Rostocker Straßen-Leuchten (RSL 1) besaßen ursprünglich zwei Brennstellen (eine wurde in den späten 1980er Jahren meist aus Spargründen (Strom und Stromkosten) ausgebaut).
In Berlin wurden insbesondere in den großen Neubauvierteln die RSL 1 aufgestellt, ein mit Beton ummantelter Mast. Nach einer Anfrage an das Berliner Abgeordnetenhaus zum Status quo antwortete der Umweltstaatssekretär Markus Kamrad, dass Ende des Jahres 2021 noch rund 17.700 derartige Straßenleuchten in Benutzung waren. Es wurden bereits Muster in ähnlicher Form entwickelt und ausprobiert, die mit LED bestückt werden. Der Stromverbrauch verringert sich damit auf die Hälfte (durchschnittlich 150 bis 190 Wh). Vorbereitet wird nun der schrittweise Austausch der RSL 1, zunächst werden 400 Straßenleuchten ersetzt.
In der Bundesrepublik gelten:
- DIN 13201-1 – Straßenbeleuchtung – Teil 1: Auswahl der Beleuchtungsklassen[34]
- DIN 67523 – Beleuchtung von Fußgängerüberwegen (Zeichen 293 StVO) mit Zusatzbeleuchtung
  - Teil 1 Allgemeine Gütemerkmale und Richtwerte
  - Teil 2 Berechnung und Messung
- DIN 67524 – Beleuchtung von Straßentunnel und Unterführungen
  - Teil 1 Allgemeine Gütemerkmale und Richtwerte
  - Teil 2 Berechnung und Messung
- Richtlinien für die Beleuchtung der Verkehrsanlagen an Bundesautobahnen
- Richtlinien für die Beleuchtung in Anlagen für Fußgängerverkehr

#### Österreich
- RVS 09.02.41 Beleuchtung im Tunnel
- ÖNORM EN 1320 und 1321: löste die alte ÖNORM 1050 ab; verbessern wird sich die bereits gültige ÖNORM O 1051 für Konfliktzonen, wie Kreisverkehre oder Fußgängerübergänge.